# Бадалгачхи (подокруг)
Бадалгачхи (бенг. বদল্গাছি, англ. Badalgachhi) — подокруг на северо-западе Бангладеш. Входит в состав округа Наогаон. Образован в 1807 году. Административный центр — город Бадалгачхи. Площадь подокруга — 213,98 км². По данным переписи 1991 года численность населения подокруга составляла 176 010 человек. Плотность населения равнялась 822 чел. на 1 км². Уровень грамотности населения составлял 28,4 %. Религиозный состав: мусульмане — 84,68 %, индуисты — 12,60 %, христиане — 0,10 %, прочие — 2,62 %. На территории подокруга расположена Вихара в Пахарпуре — крупнейшая по размерам буддийская вихара на Индийском субконтиненте.